# Catllar (Pirineos Orientales)
Catllar en francés y oficialmente, Catllà en catalán, es una localidad  y comuna francesa, situada en el departamento de Pirineos Orientales en la región de Occitania y comarca histórica del Conflent.
A sus habitantes se les conoce por el gentilicio de catllanais en francés y catllanès o catllanenc en catalán.

## Geografía

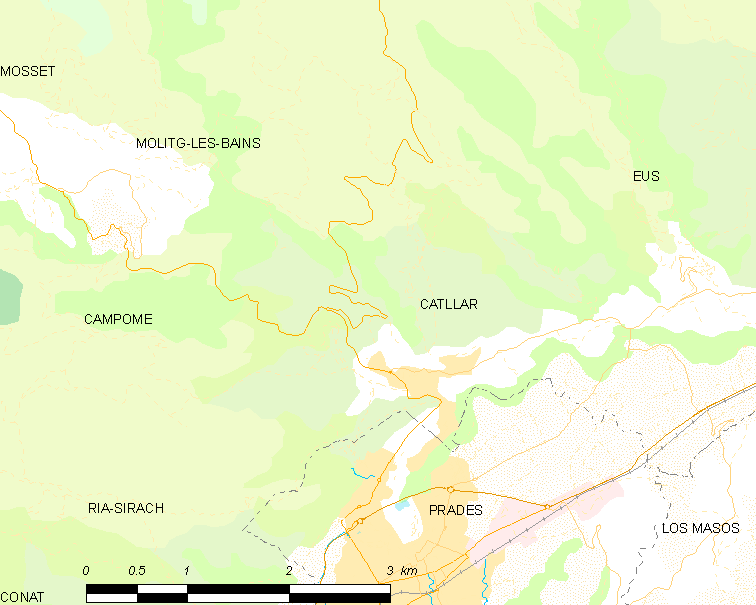
Situación de Catllar

## Demografía
| 344 | 353 | 535 | 617 | 692 | 639 |
| Para los censos de 1962 a 1999 la población legal corresponde a la población sin duplicidades (Fuente: INSEE [Consultar]) |     |     |     |     |     |